# 対世効
対世効（たいせいこう）とは、判決の効力が当事者だけではなく、第三者にも及ぶことである。そのことから、第三者効とも呼ばれることがある。
判決の効力は、原則として訴訟当事者にしか及ばない（民訴法115条1項）。
そもそも、既判力という制度的拘束力によって、後訴で前訴の結果を蒸し返させないようにする趣旨は、訴訟手続きにおいて手続保障を与えられたにもかかわらずそれでも敗訴した場合には、敗訴当事者が敗訴責任を負わなければならないということにある。
すなわち、確定判決には、強制的に権利関係を確定する効力がある以上、手続保障の及んでいない訴訟当事者以外のものに既判力の効力を及ばすことは、原則としてできないのである。また、訴訟は当事者の権利関係を確定するものであるため、第三者に既判力を及ばす必要性は少ない。
しかし、例外的に、訴訟当事者以外にも既判力を及ばさなければ紛争の解決にはつながらず、第三者の訴訟の提起によって別途訴訟の結果を蒸返されるような場合には、第三者にも既判力の効力を及ばせることができる。

## 例
会社の組織に関する訴えを認容する判決（会社838条）。行政事件訴訟のうち，処分の取消しの訴え・裁決の取り消しの訴えを認容する判決（行訴32条1項）。人事訴訟の確定判決（人訴24条1項）。